# Locus Felicis
Locus Felicis va ser una ciutat del Nòric, al sud del Danubi a uns 40 km a l'oest d'Arelape i uns 30 a l'est de Lauríacum, segons diu l'Itinerari d'Antoní.
Segons la Notitia Dignitatum, que l'anomena Lacufelicis, era el quarter dels arquers a cavall de la regió del Nòric.